# Museo Nacional Sicán
Le Museo Nacional Sicán est situé dans la ville de Ferreñafe, près de Chiclayo, sur la côte nord du Pérou. Il est principalement consacré à la culture lambayeque ou sicán, qui s'est développée dans la région entre l'an 700 et l'an 1300, avant de céder à la domination Chimú. 

## Description
La culture lambayeque est principalement connue pour son travail des métaux, en particulier ses masques funéraires en or et ses couteaux cérémoniels, les tumi, qui sont notamment présentés dans le musée parmi de nombreux autres objets. Les grands complexes de pyramides d'adobe érigés par les lambayeque, comme les centres cérémoniels de Túcume ou de Batán Grande d'où proviennent les pièces présentées dans le musée, se trouvent à proximité de Ferreñafe et peuvent se visiter dans la même journée que le musée. 
Le Museo National Sicán a été inauguré en mars 2001. Son édification et son installation ont bénéficié du soutien financier et scientifique du gouvernement du Japon. 
Son directeur est l'archéologue José Ignacio Bonilla.

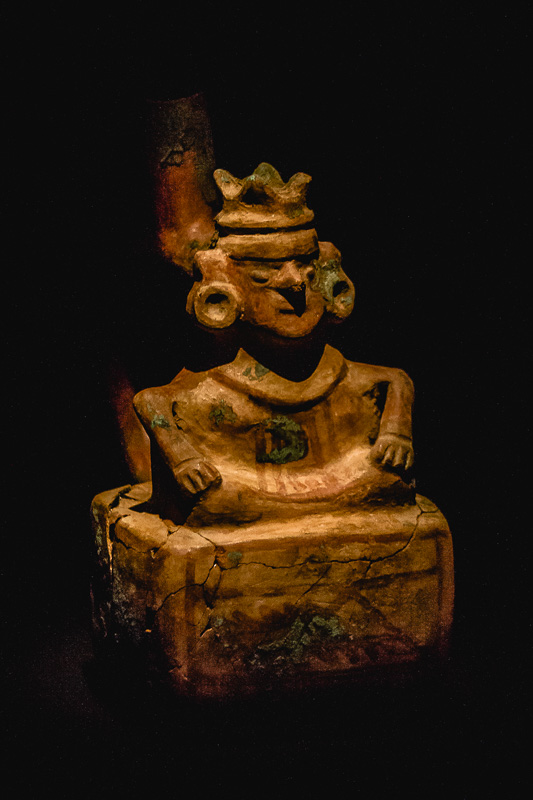
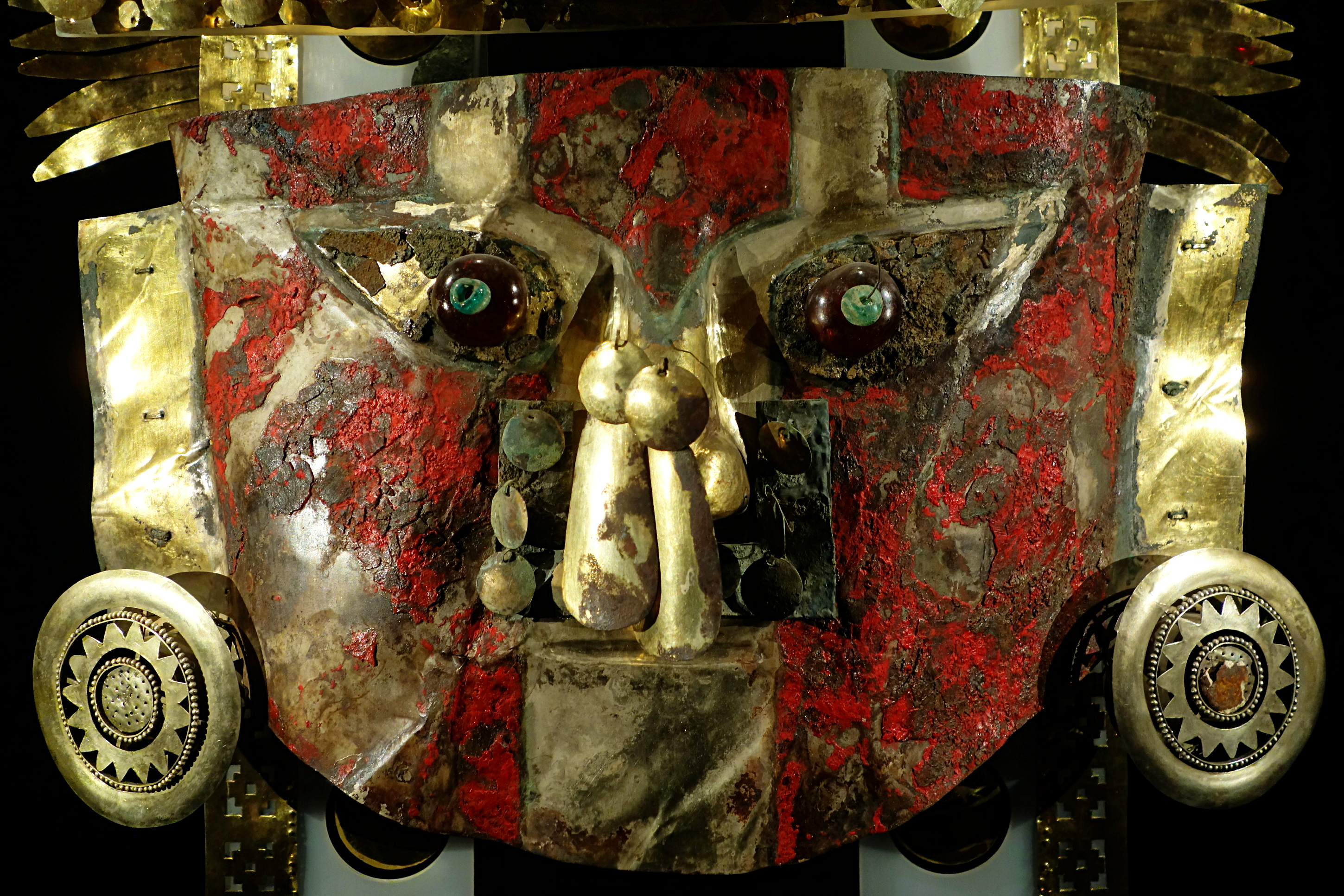
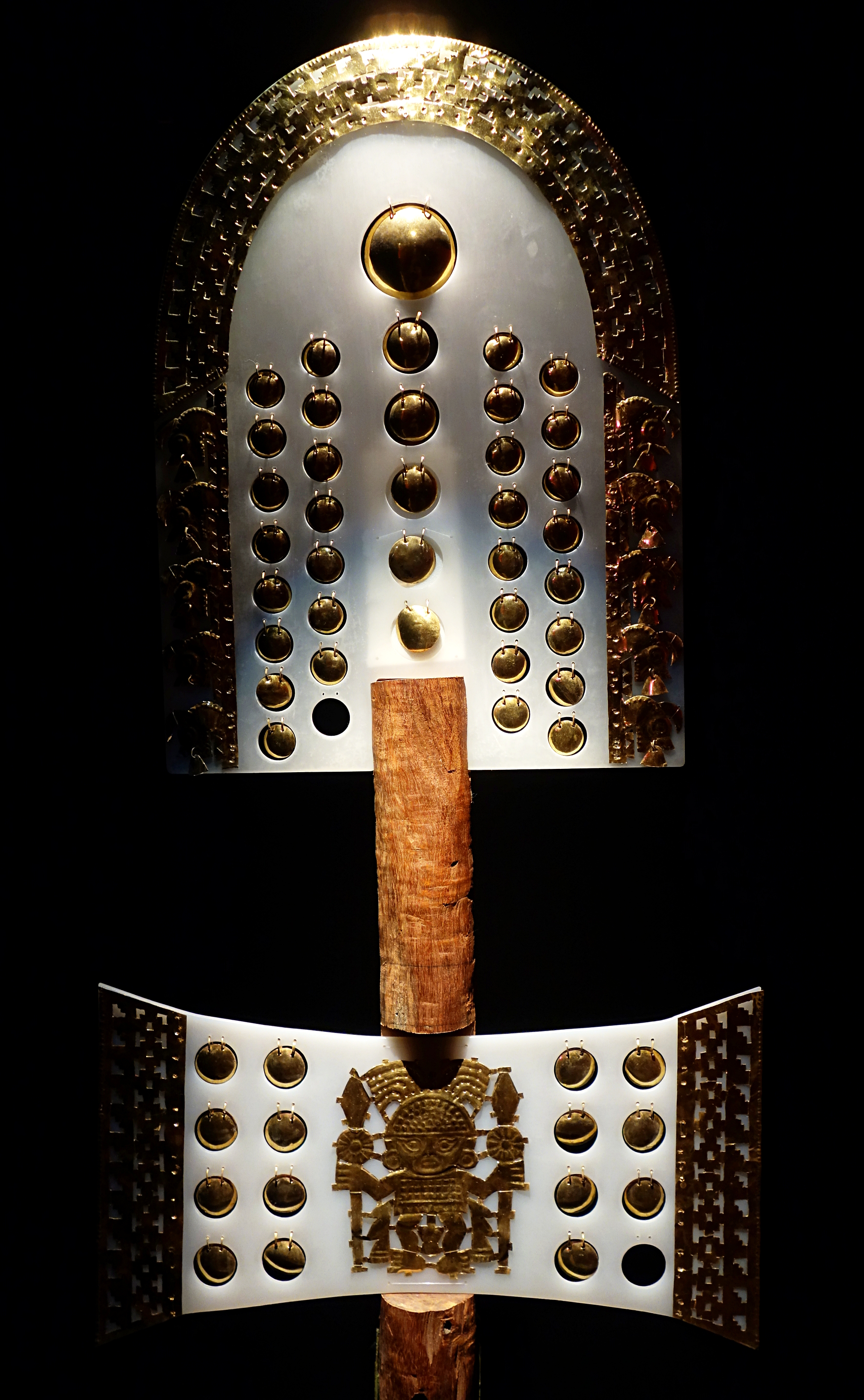
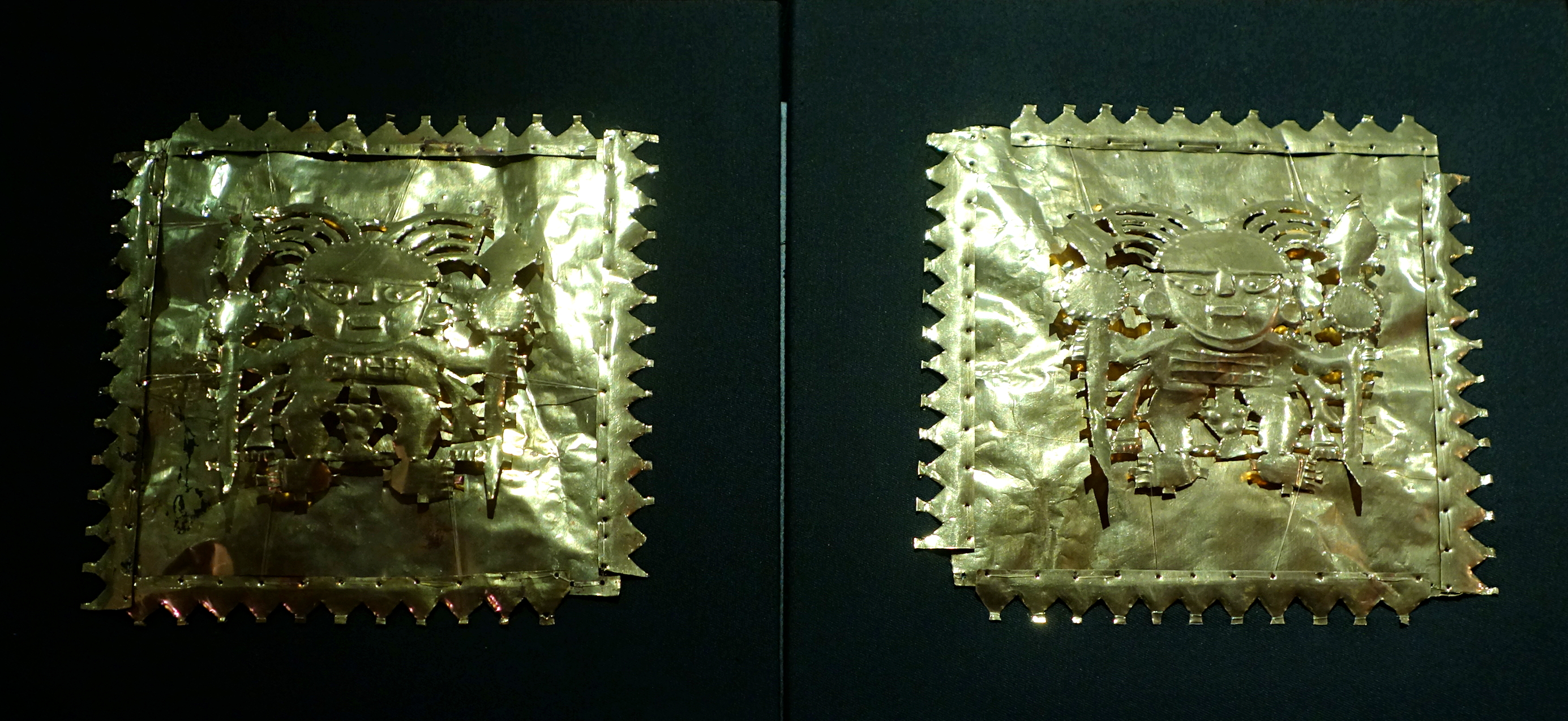
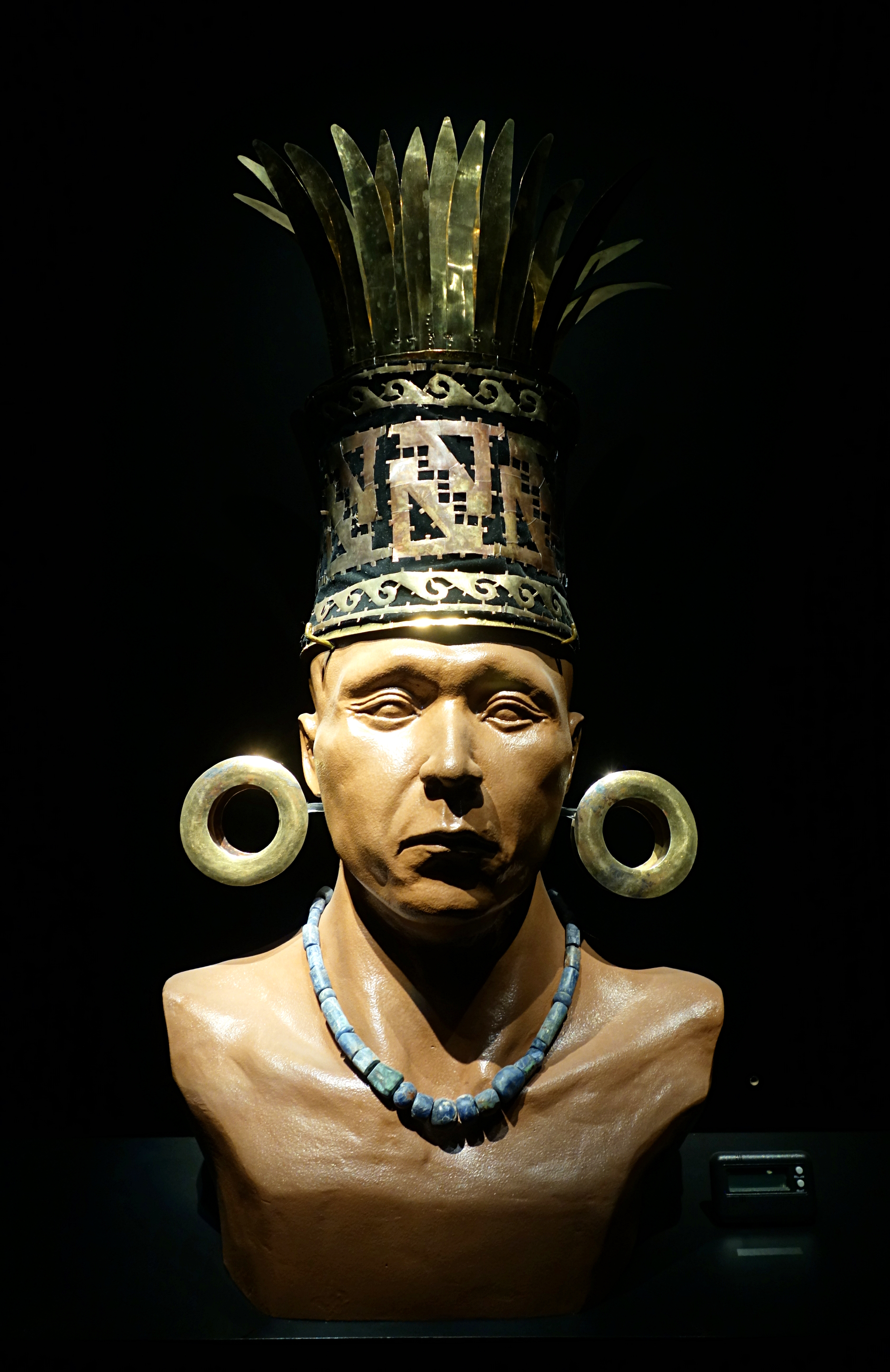